# Wikipodatci
Wikipodatci (eng. Wikidata), slobodna baza znanja kojom upravlja Zaklada Wikimedija. Cilj ovog projekta je stvoriti zajednički višejezični repozitorij strukturiranih podataka koje će moći koristiti Wikipedija i drugi projekti Wikimedije. Ono što je Zajednički poslužitelj za medijske datoteke, Wikipodatci su za podatke.

## Koncepcija
Wikipodatci su zamišljeni kao dokument-orijentirana baza podataka u kojoj središnje mjesto imaju stavke. Svaka stavka predstavlja određenu temu (ili stranicu za održavanje Wikipedije) te je označena jedinstvenim brojem (identifikatorom) koji počinje slovom "Q". Na taj način je svaki skup informacija šifriran kako bi se održala jezična neutralnost. Pojedina stavka se puni informacijama dodavanjem izvadaka odnosno niza parova sastavljenih od svojstava (označenih slovom "P", prema engl. property) i njima dodijeljenih vrijednosti.

## Tijek razvoja
Razvoj projekta Wikipodataka financiran je donacijama u ukupnom iznosu od 1,3 milijuna eura koje su prikupljene od Allenovog instituta za umjetnu inteligenciju (50%) te Zaklade Gordona i Betty Moore i tvrtke Google (po 25%). Prvi dio projekta nadgleda Wikimedija Njemačka te je podijeljen u tri faze:
1. centraliziranje međuwikipoveznica (poveznica između članaka na različitim jezicima)
2. centraliziranje podataka za infookvire na svim jezičnim inačicama Wikipedije
3. stvaranje aktualnog popisa stranica na svim projektima na temelju prikupljenih podataka

Projekt je službeno lansiran 30. listopada 2012. godine.

## Vanjske poveznice
- Glavna stranica projekta Wikipodatci (na hrvatskome jeziku)